# 雷英夫
雷英夫（1921年—2005年），男，河南孟津人，1938年参加八路军。中华人民共和国军事人物，中国人民解放军少将，被毛泽东誉为“洛阳才子”，曾任周恩来军事秘书，中国人民解放军总参谋部作战部副部长、中国人民解放军后勤学院副教育长。

## 延伸阅读
- 余汝信. . 华夏文摘增刊. 2005-07-06, (444)  [2023-08-18]. （原始内容存档于2023-08-18）.